# BK Tsjerkasy Mavpy
Basketbolnyj kloeb Tsjerkasy Mavpy (Oekraïens: баскетбольный клуб "Черкаські Мавпи") is een Oekraïense professionele basketbalclub uit Tsjerkasy. De club speelde zijn thuiswedstrijden in het Sportpaleis Boedivelnyk voor 1.500 toeschouwers. Tsjerkasy Mavpy betekent Tsjerkasy Apen.

## Geschiedenis
De club is opgericht in 2003. Tsjerkasy Mavpy won het landskampioenschap van Oekraïne in 2018 en werd één keer bekerwinnaar van Oekraïne in 2011.

## Erelijst
- Landskampioen Oekraïne: 1
  - Winnaar: 2018
  - Derde: 2025

- Bekerwinnaar Oekraïne: 1
  - Winnaar: 2011
  - Runner-up: 2021

- Supercup winnaar Oekraïne:
  - Runner-up: 2018

## Bekende (oud)-coaches
- Jevhen Moerzin
- Jovica Arsić

## Bekende (oud)-spelers
- Kyrylo Fesenko
- Sviatoslav Mykhailjoek
- Tomas Delininkaitis
- Jaylin Airington
- Will Solomon
- Eric Boone